# Minako Kotobuki
Minako Kotobuki (寿 美菜子, Kotobuki Minako), née le 17 septembre 1991, est une seiyū et une chanteuse japonaise originaire de la Préfecture de Hyōgo. Elle est connue pour son rôle de Tsumugi Kotobuki dans la série animée K-ON!.

## Biographie

### Carrière dans le doublage
À l'âge de trois ans, Minako Kotobuki et ses parents ont subi le séisme de 1995 à Kobe. Peu de temps après avoir vu un film japonais de 1997 intitulé Chikyuu ga Ugoita Hi ( " Le jour où la terre a bougé " ) , l'ensemble de ces événements a inspiré Kotobuki à poursuivre une carrière dans le doublage.
Son rôle le plus notable dans sa carrière d'actrice de doublage est Tsumugi Kotobuki dans K-ON!. Elle a également joué divers rôles de doublage populaires tels que Karina Lyle / Blue Rose dans Tiger & Bunny, Mitsuko Kongō de la série anime A Certain Magical Index, Yūko Nishi dans A Channel (manga) (en), et Natsumi Aizawa dans Natsuiro Kiseki (en).

## Discographie

### Simples
- "Shiny+" (September 15, 2010)
- "Startline" (November 24, 2010)
- "Dear my..." (September 14, 2011)
- "Kokoro Sky" (April 11, 2012)
- "Prism" (June 19, 2013)
- "Pretty Fever" (November 20, 2013)
- "Believe x" (Believe Cross) (April 16, 2014)
- "black hole" (April 8, 2015)
- "Candy Color Pop" (September 16, 2015)

### Albums
- My Stride (12 septembre 2012)
- Tick (17 septembre 2014)[3]

## Filmographie

### Films
- 2005 : Hibi - Young Kumiko Kamiyama
- 2006 :
  - Ghost of Yesterday - Fumiko
  - Koufuku no Switch - Young Hitomi
  - Hinami - Mina, Satsuki
- 2008 :
  - Bluebird - Michiru[4]
  - -x- (Minus Kakeru Minus) - Rin Fujimoto
- 2013 : Schoolgirl Complex: Broadcasting Club Edition - Ikumi Motonishi (School teacher)[5]
- 2014 :
  - Kiki's Delivery Service - Jiji[6]
  - Onodera no Otōto, Onodera no Ane - Asako Saitō[7]

### Films d'animation
- 2009 : Redline - Hime
- 2011 :
  - K-On! The Movie - Tsumugi Kotobuki
  - Towa no Quon - Cyborg Delta AKA Hizuru Asuka
  - Heaven's Lost Property the Movie: The Angeloid of Clockwork - Tsukino Hououin
- 2012 : 
  - Pokémon the Movie: Black—Victini and Reshiram and White—Victini and Zekrom - Yorterrie[8],[9]
  - Fuse Teppō Musume no Torimonochō - Hamaji
  - Berserk Golden Age Arc I: The Egg of the King - Rickert
  - Berserk Golden Age Arc II: The Battle for Doldrey - Rickert
  - After School Midnighters - Mutsuko
  - Tiger & Bunny: The Beginning - Karina Lyle/Blue Rose
- 2013 :
  - A Certain Magical Index: The Movie -Miracle of Endymion- - Mitsuko Kongou
  - Berserk Golden Age Arc III: Descent - Rickert
  - Dokidoki! PreCure the Movie: Mana's Getting Married!!? The Dress of Hope Tied to the Future - Rikka Hishikawa/Cure Diamond
  - Pretty Cure All Stars New Stage 2 : Kokoro no Tomodachi - Rikka Hishikawa/Cure Diamond
- 2014 :
  - Tiger & Bunny: The Rising - Karina Lyle/Blue Rose
  - Pretty Cure All Stars New Stage 3 : Eien no Tomodachi - Rikka Hishikawa/Cure Diamond
  - Aikatsu!: The Movie - Mizuki Kanzaki
- 2015 : Tamayura: Sotsugyou Shashin - Chihiro Miyoshi

### Animes
- 2006 : Red Garden (anime voice-over debut) - Student C, Grace A
- 2007 : Kamichama Karin - Kirika (5 years old)
- 2008 :
  - Kyōran Kazoku Nikki - Hijiri Yamaguchi
  - Birdy the Mighty: Decode - Kanae Kitamura
- 2009 :
  - Hatsukoi Limited - Rika Dobashi[10]
  - K-On! - Tsumugi Kotobuki
  - Umi Monogatari: Anata ga Ite Kureta Koto - Kanon Miyamori
  - A Certain Scientific Railgun - Mitsuko Kongou
  - Yoku Wakaru Gendai Mahō - Kaho Sakazaki
  - Hell Girl: Triangle - Kaname Shimura
  - Sora no Manimani - Emiri, Youko Matoba, Hachiman, Sayaka Akiyama
  - Birdy the Mighty: Decode 02 - Kanae Kitamura, Mirun
  - Heaven's Lost Property - Tsukino Hououin
  - Guin Saga - Alumina
- 2010 :
  - Asobi ni iku yo! - Chaika
  - Chu-Bra!! - Yako Jingūji
  - Hyakka Ryōran Samurai Girls - Sen Tokugawa
  - K-On!! - Tsumugi Kotobuki
  - Otome Youkai Zakuro - Daidai
  - Mayoi Neko Overrun! - Young Takumi
  - Lilpri - Tenko Okamoto
  - Ōkami-san and Her Seven Companions - Chuutarou Nezumi
  - A Certain Magical Index II - Mitsuko Kongou
  - Demon King Daimao - Arnoul
  - The Legend of the Legendary Heroes - Naia Knolles (Kiefer's sister)
  - Yumeiro Patissiere - Dominic
- 2011 :
  - A Channel - Yūko Nishi
  - Coicent (OVA) - Toto
  - Guilty Crown - Kanon Kusama
  - Dog Days - Vert Far Breton
  - Manyū Hiken-chō - Chifusa Manyū
  - Ro-Kyu-Bu! - Natsuhi Takenaka
  - Softenni - Misaki Shidou
  - Tiger & Bunny - Karina Lyle/Blue Rose
  - Hanasaku Iroha - Eri Mizuno
  - Tamayura: Hitotose - Chihiro Miyoshi
  - Beelzebub - Yolda, Kaoru Umemiya
  - Wandering Son - Kobayashi
  - Horizon in the Middle of Nowhere - Gin Tachibana
  - Un-Go - Sayo Izawa
- 2012 :
  - Natsuiro Kiseki: Natsumi Aizawa[11]
  - Mobile Suit Gundam AGE - Fram Nara
  - Medaka Box - Nekomi Nabeshima
  - Medaka Box Abnormal - Nekomi Nabeshima
  - Dog Days - Vert Far Breton
  - Aikatsu! - Mizuki Kanzaki
  - Inazuma Eleven Go: Chrono Stone - Jeanne d'Arc
  - Hyouka - Henmi
  - Tari Tari - Youko Mizuno
  - Sukitte ii na yo - Megumi Kitagawa
  - Sket Dance - Akina
  - Queen's Blade Rebellion - Izumi
  - Horizon in the Middle of Nowhere II - Gin Tachibana, Matsu
  - Pokémon: Black & White - Stella
- 2013 :
  - Dokidoki! PreCure - Rikka Hishikawa/Cure Diamond[12]
  - Hyakka Ryōran Samurai Bride - Sen Tokugawa
  - A Certain Scientific Railgun S - Mitsuko Kongou
  - My Teen Romantic Comedy SNAFU - Minami Sagami
  - Valvrave the Liberator - Takahi Ninomiya
  - Tamayura: More Aggressive - Chihiro Miyoshi
  - Ro-Kyu-Bu! SS - Natsuhi Takenaka
  - Yuushibu - Herself
- 2014 :
  - Go! Go! 575 - Yuzu Yosano
  - Saki: Zenkoku-hen - Kyōko Suehara[13]
  - Sekai Seifuku: Bōryaku no Zvezda - Miki Shirasagi/White Egret[14]
  - Baby Steps - Natsu Takasaki
  - Pokémon: XY - Ellie
  - Majin Bone - Tomoko Ryūjin
  - Gundam Reconguista in G - Noredo Nug
  - Robot Girls Z - Imaichi Moenai Ko (Girl lacking in moe)
  - Girl Friend Beta - Saya Kagurazaka[15]
  - Terra Formars - Rosa (Adolf's ex-wife)
- 2015 :
  - Baby Steps Season 2 - Natsu Takasaki
  - Dog Days - Vert Far Breton
  - Hibike! Euphonium - Asuka Tanaka
  - Punchline - Ito Hikiotani
  - The Seven Deadly Sins - Vivian
  - Your Lie in April - Izumi
  - Tokyo Ghoul √A - Ukina
- 2018 :
  - Yagate kimi ni naru - Tōko Nanami
  - Kase-san - Akane Inoue

### Jeux vidéo
- 2009 : Final Fantasy XIII (PS3) - Serah Farron
- 2010 :
  - K-On! Houkago Live!! (PSP) - Tsumugi Kotobuki
  - Suzunone Seven! ~Rebirth Knot~ (PS2) - Mayo Shouno
- 2011 :
  - Final Fantasy Type-0 (PSP) - Kasumi Tobuki
  - Final Fantasy XIII-2 (PS3) - Serah Farron
  - Ro-Kyu-Bu! (PSP) - Natsuhi Takenaka
  - A Certain Magical Index (PSP) - Mitsuko Kongou
- 2012 :
  - Devil Summoner: Soul Hackers (3DS) - Hitomi Tono, Nemissa
  - YomeColle (Smartphone game) - Chifusa Manyū
  - Girl Friend Beta (Smartphone game) - Saya Kagurazaka
  - Mobile Suit Gundam AGE: Universe Accel / Cosmic Drive (PSP) - Fram Nara
- 2013 :
  - Tiger & Bunny: Heroes' Day (PSP) - Karina Lyle/Blue Rose
  - Horizon in the Middle of Nowhere Portable (PSP) - Gin Tachibana
  - Lightning Returns: Final Fantasy XIII (PS3) - Serah Farron
  - Aikatsu! Futari No My Princess (3DS) - Mizuki Kanzaki
- 2014 :
  - Ro-Kyu-Bu!: Naisho no Shutter Chance (Vita) - Natsuhi Takenaka
  - Suzunone Seven! Portable (PSP) - Mayo Shouno
  - Hyrule Warriors (Wii U) - Lana, Cia
  - Grimoire 〜Shiritsu Grimoire Mahou Gakuen〜 (Smartphone game) - Senri Wagatsuma
  - Heroes Placement (Smartphone game) - Obana Tonomine
  - Aikatsu! 365 Idol Days (3DS) - Mizuki Kanzaki
- 2015 : Persona 4: Dancing All Night (Vita) - Kanami Mashita

### Théâtre
2014 :
- Tanin no Me - Belinda
- Eclipse - Hanezu, Young Seimei[16]

### Doublagesétrangers
- Byzantium - Eleanor Webb[17]
- Carrie - Nikki and Lizzi
- Gossip Girl - Ivy Dickens/Charlie Rhodes
- Hick - Luli McMullen
- Dragons - Astrid
- How to Train Your Dragon 2 - Astrid
- Mindscape - Anna Greene (Taissa Farmiga)
- Numberjacks - Numberjack 5
- The Pillars of the Earth - Elizabeth
- Thunderbirds Are Go (TV series) - Tanusha "Kayo" Kyrano[18]
- Priest - Lucy
- Safe - Mei
- Sucker Punch - Babydoll

### Source de la traduction
- (en) Cet article est partiellement ou en totalité issu de l’article de Wikipédia en anglais intitulé « Minako Kotobuki » (voir la liste des auteurs).